# Chiesa di Santa Maria in Macello Martyrum
La chiesa di Santa Maria degli Angeli in Macello Martyrum era un antico edificio sacro di Roma.

## Origini
L'edificio esisteva già nel 1145, quando papa Eugenio III vi depose alcune reliquie di san Marco Evangelista. È menzionato nel catalogo di Cencio Camerario del 1192 al n. 105. La chiesa conservava la venerata immagine di una Madonna con il Bambino e angeli (incoronata dal capitolo vaticano il 31 luglio 1729) e l'edificio, originariamente dedicato a san Marco, venne intitolato a santa Maria degli Angeli.
La chiesa era anche detta di Santa Maria "alle Colonnacce" per le due colonne superstiti del tempio di Minerva che vi sorgevano quasi di fronte.

## Il titolo
La chiesa sorgeva nell'area dell'antico Foro di Nerva. Il titolo "in Macellum Martyrum" deriva probabilmente dal fatto che venne eretta sul sito in precedenza occupato da un macellum (mercato): secondo una tradizione in tale area si riuniva il senato per giudicare le cause di religione e, durante le persecuzioni, vi vennero esaminati e condannati a morte numerosi cristiani e l'edificio sarebbe stato eretto per conservare il pozzo in cui venivamo gettati i corpi dei martiri e la pietra scellerata sulla quale si eseguivano le sentenze capitali.

## Storia
Nel 1517 papa Leone X affidò la chiesa all'università dei tessitori che vi eressero un altare dedicato alla loro patrona, sant'Agata: per questo la chiesa è anche ricordata come Sant'Agata de' Tessitori.
Papa Pio VI nel 1784 donò la chiesa ai frati penitenti di Gesù Nazareno e divenne casa generalizia del loro ordine.
L'edificio venne demolito negli anni trenta per l'apertura di via dei Fori Imperiali.